# Rasenallee
Die Rasenallee ist eine etwa 8,2 km lange Hauptverkehrsstraße in der kreisfreien Großstadt Kassel sowie in den im Landkreis Kassel liegenden Gemeinden Ahnatal und Calden in Nordhessen (Deutschland). Sie ist Abschnitt der Landesstraße 3217 und verläuft überwiegend geradlinig.
Angelegt wurde die Straße anno 1797 für Landgraf Wilhelm IX. und adelige Reiter als Verbindung zwischen Schloss Wilhelmshöhe (Kassel) und Schloss Wilhelmsthal (Calden). Bis weit in das 20. Jahrhundert hinein wurde diese historische Verbindung „Fürstenallee“ genannt.

## Verlauf
Die Rasenallee, die Teil der L 3217 ist, beginnt (⊙) auf der Ostflanke des Hohen Habichtswaldes, im Naturpark Habichtswald und auf der Grenze der westlichen Kasseler Stadtteile Bad Wilhelmshöhe im Süden und Kirchditmold im Norden. Am Straßenbeginn in der Kurve am Ende der aus Richtung des im Bergpark Wilhelmshöhe stehenden Schlosses Wilhelmshöhe kommenden, kurvig verlaufenden und zur Wilhelmshöher Allee überleitenden Tulpenallee zweigt auf etwa 273 m ü. NHN Höhe die Nußallee nach Osten ab, die nahe der Rasenallee die Waldschule Kassel passiert. Etwas westlich oberhalb davon zweigt auf 293 m Höhe der Bergparkweg Eichenallee ab, auf manchen Karten gilt erst diese Stelle als Beginn der Rasenallee.
Von dort führt die Rasenallee abschnittsweise im Naturpark Habichtswald oder teils auf dessen Ostgrenze nach Norden. Auf den ersten 800 m Strecke bildet sie Teile der Grenze von bewaldeten Bereichen der Stadtteile Kirchditmold im Osten und Harleshausen im Westen und überquert dabei eine 315,2 m hohe Stelle. Ab der kleinen Straßenbrücke (302 m) über den Geilebach-Zufluss Todenhäuser Graben (Angersbach) verläuft die Straße durch Harleshäuser Gebiet. Darin überquert sie etwas nach dem Kreuzen (292,6 m) der Ahnatalstraße den quellnahen Oberlauf des Ahne-Zuflusses Geilebach und kreuzt (291,6 m) kurz darauf im Wald nahe der Firnskuppe (313,9 m) die Bundesstraße 251 (Wolfhager Straße).
Anschließend wechselt die Rasenallee von Kasseler in Ahnataler Gebiet über. Kurz darauf unterquert sie die Bahnstrecke Volkmarsen–Vellmar-Obervellmar (239 m), wo sie den Naturpark Habichtswald endgültig verlässt. Hiernach kreuzen die ineinander übergehenden Kreisstraßen 30 (Heckershäuser Straße) im Westen und 31 (Hauptstraße) im Osten, welche die Ahnataler Ortsteile Weimar (westlich der Allee) und Heckershausen (östlich der Allee) miteinander verbinden. Dann überquert die Rasenallee – bei ihrer niedrigsten Straßenstelle auf etwa 224 m – Höhe die Ahne und etwas nördlich dieses Fulda-Zuflusses eine kleine Verbindungsstraße (Magdeburger Straße–Bruchstraße), welche die beide Ahnataler Ortsteile miteinander verbindet.
Kurz nach dem Ende eines kurvigen Abschnitts der Rasenallee und ihrem Wechsel von Ahnataler in Caldener Gebiet liegt im Waldgebiet westlich des zum alleenahen Vellmar gehörenden Staufenbergs (361,2 m) mit etwa 323 m ihre höchste Straßenstelle.
Die Rasenallee endet (⊙) östlich des Schlosshotels Wilhelmsthal beim Südrand des Schlossparks vom Schloss Wilhelmsthal. Am dortigen Straßenabzweig trifft die etwa rechtwinklig abknickende L 3217, die mit dortigem Namen Buchenallee nach Osten weiter zu den Bundesstraßen B 7 und B 83 und damit in Richtung Espenau führt, auf die Kreisstraße 46, die vorbei am Schlosshotel und Schlosspark mit Schloss zum nahen Caldener Kernort verläuft.

## Geschichte

### Allee für adelige Reiter
Die Rasenallee wurde anno 1797 für Landgraf Wilhelm IX. und adelige Reiter als Teil der Verbindung zwischen dem Schloss Wilhelmshöhe und dem Schloss Wilhelmsthal angelegt.
Im Dezember 1949 rückten fünf Holzfäller aus dem Kellerwald mit Motorsägen und Äxten an und machten aus der Rasenallee eine kahle Landstraße zweiter Ordnung. Bis dahin und seit mehr als 100 Jahren hatten über 300 Pappeln das Landschaftsbild oberhalb von Harleshausen geprägt. Die stolzen Baumriesen dienten den schon zur Plage gewordenen diebischen Elstern als Nistplatz und den Anwohnern bei Gewitter als natürliche Blitzableiter. Tatsächlich fiel eine Pappel nach der anderen Blitz und Sturm zum Opfer. Den morschen Rest erledigte der Kahlschlag. Die Pappeln stammten noch aus kurfürstlicher Zeit, als die Allee ein Weg vielerorts mit Rasen war. Leichte Kutschen im Sommer und Schlitten im Winter fuhren hier durch Feld und Wald, durch Täler und über Höhen.
In einem Adressbuch von 1919 wird die Rasenallee als Teil des heutigen Kasseler Stadtteils Oberzwehren nach Wilhelmsthal führenden Fürstenallee bezeichnet. Diese begann nicht erst am Ende der Tuplenallee, sondern bereits weiter westlich an der Dönche. Im März 1950 folgten Neupflanzungen – diesmal Bergahorn. Erst als der Rasen schon lange durch Asphalt ersetzt worden war, setzt sich Anfang der 1970er-Jahre der Name Rasenallee offiziell gegen die Bezeichnung Fürstenallee durch.

### Lange Privatweg
Zwar wurde die Rasendecke im 19. Jahrhundert durch Schotter und Splitt und später durch Asphalt ersetzt, doch für Kraftfahrzeuge und damit fürs gemeine Volk war die Rasenallee trotzdem noch bis in die Zeit nach dem Ersten Weltkrieg gesperrt. Die Verbotsschilder an den Bäumen stammten noch aus jenen Tagen, als Kaiser Wilhelm II. zur Sommerzeit hoch zu Ross seinen morgendlichen Ausritt von Schloss Wilhelmshöhe nach Schloss Wilhelmsthal pflegte.
Und auch wer heute motorisiert über die in den 1960er-Jahren ausgebaute und von manch scharfer Kurve befreite Strecke fährt, genießt fürstliche Panorama-Blicke auf Kassel. Im Herbst 2011 wurde die Rasenallee zusammen mit der Tulpenallee aufwendig saniert.

### Jugendheim an der Rasenallee
Die Rasenallee hat aber nicht nur adelige Reiter, sondern auch eine kleine Revolution erlebt: 1978 zogen Mädchen in das 1950 für heimat- und elternlose Lehrjungen an der Rasenallee gebaute Jugendwohnheim der Stadt Kassel. Mädchen und Jungen unter einem Dach, unter dem Lehrlinge zu „charaktervollen und tüchtigen Männern“ erzogen werden sollten. 1995 wurden die Jugendlichen auf andere Einrichtungen der Stadt verteilt. Das Haus an der Rasenallee beherbergt aktuell die Kasseler Montessori-Schule.